# Voie rapide R4 (Slovaquie)
La route slovaque R4 (en slovaque : Rýchlostná cesta R4) est une voie rapide qui devrait à terme relier la Frontière entre la Slovaquie et la Pologne à la Frontière entre la Slovaquie et la Hongrie en passant par Košice et Prešov.

## Tracé
Le tronçon entre la frontière hongroise, au niveau de Milhosť-Tornyosnémeti, et Košice a été inauguré en novembre 2013 et est ouvert à la circulation depuis. Après ce tronçon, un contournement de la ville de Košice est prévu, celui-ci doit rejoindre l'autoroute slovaque D1 en service jusqu'à Prešov. De cette ville, la route devrait rejoindre le contournement de la ville de Svidník en construction et rejoindre la Pologne au niveau de Vyšný Komárnik-Barvinek. La longueur totale de la route une fois terminée devrait être de 108 km.

## Itinéraires européens
À terme, la route formera une partie des routes européennes E50, E58, E71 et E371.